# Apollo napobszervatórium
Az Apollo napobszervatórium (hivatalos angol nevén: Apollo Telescope Mount, vagy rövidítve ATM) a NASA Skylab-programjában alkalmazott egyik fő űrhajóegység volt, amellyel az amerikai űrügynökség először tudott a légkörön kívülről közvetlen napmegfigyeléseket végezni emberi irányítással, hosszabb ideig. A Skylab program a NASA Holdra szállások utáni programja volt, technikailag abból nőtte ki magát és egyben ekkor fordult az ügynökség figyelme az alacsony Föld körüli pályáról történő földmegfigyelések felé, de az ilyen elven épült űrállomást sokkal több funkcióval láttak el, ezek egyike volt a csillagászati megfigyelések témaköre.
Az ATM egy, az űrhajósok által manuálisan működtetett megfigyelőállás volt, amelyet a Nap megfigyelésére optimalizáltak és összesen 8 különböző műszerrel szereltek fel, amelyekkel 2 és 7000 Å (angström) közötti hullámhosszokon, azaz a lágy röntgensugárzás, az ultraibolya és a látható fény tartományában lehetett megfigyeléseket végezni. A napobszervatórium a Skylab önálló, mégis integráns részegysége volt, például az ATM napelemtábláin keletkező elektromos energiát maga az űrállomás is használta.
A napobszervatórium építése egy önálló projekt volt a Skylab-programon belül. Az egész űrállomás-építés abból az alapötletből nőtt ki,hogy az Apollo-program számára fejlesztett eszközöket továbbfejlesztve, kvázi learatva a műszaki fejlesztések hasznát, más célú űreszközöket és programokat lehessen indítani a már meglévő technikai alapokon. Ezen lehetőségek felkutatását végezte az Apollo Application Program és ezen belül volt egy tanulmány egy naptávcső létrehozatala. A projektért a Marshall Űrközpont lett a felelős, amely az Apollo holdkomp technikai alapjain megtervezte és le is gyártotta az űreszközt.
A naptávcsövekkel 1973-1974-ben összesen három repülés személyzete dolgozott, óriási megfigyelési anyagot gyűjtve a Nap jelenségeiről, a napkitörésekről, a flerekről, a napfoltciklus alakulásáról. Egy speciális megfigyelés volt 1973 karácsonyán egy azidőtájt frissen felfedezett üstökös, a Kohoutek-üstökös megfigyelése is. Az űreszköz pályafutásának végét a Skylab űrállomás természetes lefékeződése és visszasüllyedése a légkörbe jelentette és így – együtt az űrállomással – 1979. július 11-én belépett a Föld légkörébe és a sűrűbb rétegekbe érve megsemmisült, elégett, apróbb roncsdarabjai pedig Nyugat-Ausztráliában zuhantak le.

## Története
Az ATM története összefonódik az Apollo Application Program történetével, lényegében az űreszköz a program egyik végterméke. Amikor az Apollo-program előrehaladtával világossá vált, hogy a Holdra szállásokat követően a NASA-nak tovább kell valamerre lépni, nem mellesleg meg kéne őriznie a holdprogramon dolgozó kb. 400 000 ember munkahelyét, akkor a felszabaduló szellemi kapacitások számára beindították az Apollo Applicationt, amelynek az lett a feladata, hogy a holdprogram során eszközölt szellemi befektetések, fejlesztések nyomán létrejött eszközrendszert felhasználva, vagy újrahasznosítva olyan módokat találjanak, amelyekkel ezeket az eszközöket minél hatékonyabban lehet tovább felhasználni más és más űrprogramokban. A legtöbb ötlet – folyamatosan működő holdbázis, holdi teherűrhajó, hosszú távú holdexpedíciók, holdtávcső – még a Hold meghódításához kötődtek és azt gondolták tovább, tudományos haszon kinyerése céljából. Ám az eszközök hasznosításának másik iránya az űrállomás építés volt, előbb egy ún. nedves munkaterem (wet workshop) koncepción alapuló űrállomás (ahol az úreszköz testét a hordozórakéta egyik fokozata adta volna és a kiürült üzemanyag és hajtóanyag tartályokból alakult volna ki egy űrállomás belső tere), majd az ezt váltó száraz munkaterem (dry workshop) formájában. Illetve az ehhez az alapötlethét kapcsolódó kiegészítő, periferiális űreszközök jelentettek egy témát. Ez utóbbiak egyike volt egy a légkör fölé vitt obszervatórium ötlete.
Egy a légkör felett észlelni képes csillagászati megfigyelőhely egy sor új lehetőséget ígért a csillagászoknak ezért az ötletből vázlatterv, majd fokozatosan fejlesztési program lett. Az első elképzelés szerint egy kibocsátható egységbe szerelték volna a berendezéseket, amely egységet aztán az Apollo parancsnoki és műszaki egység műszaki egységébe építettel volna és onnan lett volna kiengedhető (némileg hasonlóan a holdexpedíciók második felében a műszaki egységekben alkalmazott SIM rekeszekhez). Később a terv átalakult és más műszaki alapokra került, egy átalakított Apollo holdkomp lett a platform. A holdkomp felszálló fokozatába szerelték a megfigyelő eszközöket, az irányító berendezéseket és az adatrögzítő rendszert, míg a leszálló fokozatba került a naptávcső és az energiaellátáshoz szükséges napelemtábla rendszer. A holdkomphoz hasonló önálló űrhajó újabb felhasználási módot is szült: a naptávcső önálló űrhajóként startolt volna és a világűrben kapcsolódott volna össze egy Apollo űrhajóval (majd a megfigyelés program végén az űrhajósok egy űrsétával hozták volna be az Apollo-ba az észlelési adatokat tartalmazó kazettákat és váltak volna le az ezután sorsára hagyott űreszközről). Újabb fejlődési fokként következett, amikor a tervek abba az irányba fordultak, hogy az ATM ne egy Apollo CSM-mel, hanem a Skylab űrállomással kapcsolódjon össze, ekkor még a wet workshop koncepció alapján kialakult űrállomással. A tervek addig finomodtak, hogy végül már csak az űrállomás és az ATM maradt egyetlen megvalósítható fejlesztési irányként a AAP portfóliójában.
Azzal párhuzamosan, hogy megszületett a döntés a holdrepülések megkurtításáról és hogy ezzel felszabadul Saturn V rakéta is, teret nyert egy új koncepció, a száraz munkaterem. Eszerint az utolsó rakétafokozat üresen startol és a belsejében eleve itt a Földön ki lehet alakítani az űrállomás leendő belső tereit. Ezzel párhuzamosan az is nyilvánvalóvá vált, hogy a Saturn V eredeti felhasználása szerint a holdkomp helye is szabadon áll a rakéta tetején, így az ATM-et nem kell önálló űrhajóként indítani, hanem már eleve a rakétafokozatból kialakított űrállomással együtt, ahhoz hozzáépítve indulhat az űrbe (a számítások szerint a Saturn V óriásrakéta első két fokozatának bőven meg is volt a megfelelő tolóereje, hogy a két, elvileg különálló eszközt egyszerre alacsony Föld körüli pályára vigye). A végső kialakításban az ATM összehajtogatva és az S-IVB alkotta Skylab hossztengelyében startolt a rakéta áramvonalazó orrburkolata alatt, majd Föld körüli pályára állva automatikusan egy rugós szerkezet segítségével az űrállomás hossztengelyével merőleges állásba állt, illetve szintén automatikusan kihajtogatódtak a szélmalomszerű napelemtáblák is. Ez a megoldás később az űrállomás megmentésének kulcsa lett: mivel a startbaleset miatt a fő napelemtáblák egyike leszakadt, a másik nem nyílt ki, ezért csak úgy tudott áram termelődni a belső berendezésekhez, hogy az ATM napelemrendszere sértetlen maradt és tökéletesen működőképes maradt.

## Kialakítása
A napobszervatórium két fő komponensből állt össze. A két komponens két, egymásba csúsztatott, koncentrikus henger volt. A külső henger volt az ún. tartókeret amely nyolcszögletű alapon állt, 3,4 méter átmérőjű és 4,4 méter magas volt. A tartókeretet alulról és felülről is két alaplemez zárta le, a felső végén az alaplemezen nyílások voltak, hogy az obszervatórium műszerei „kilássanak” az űrbe. 

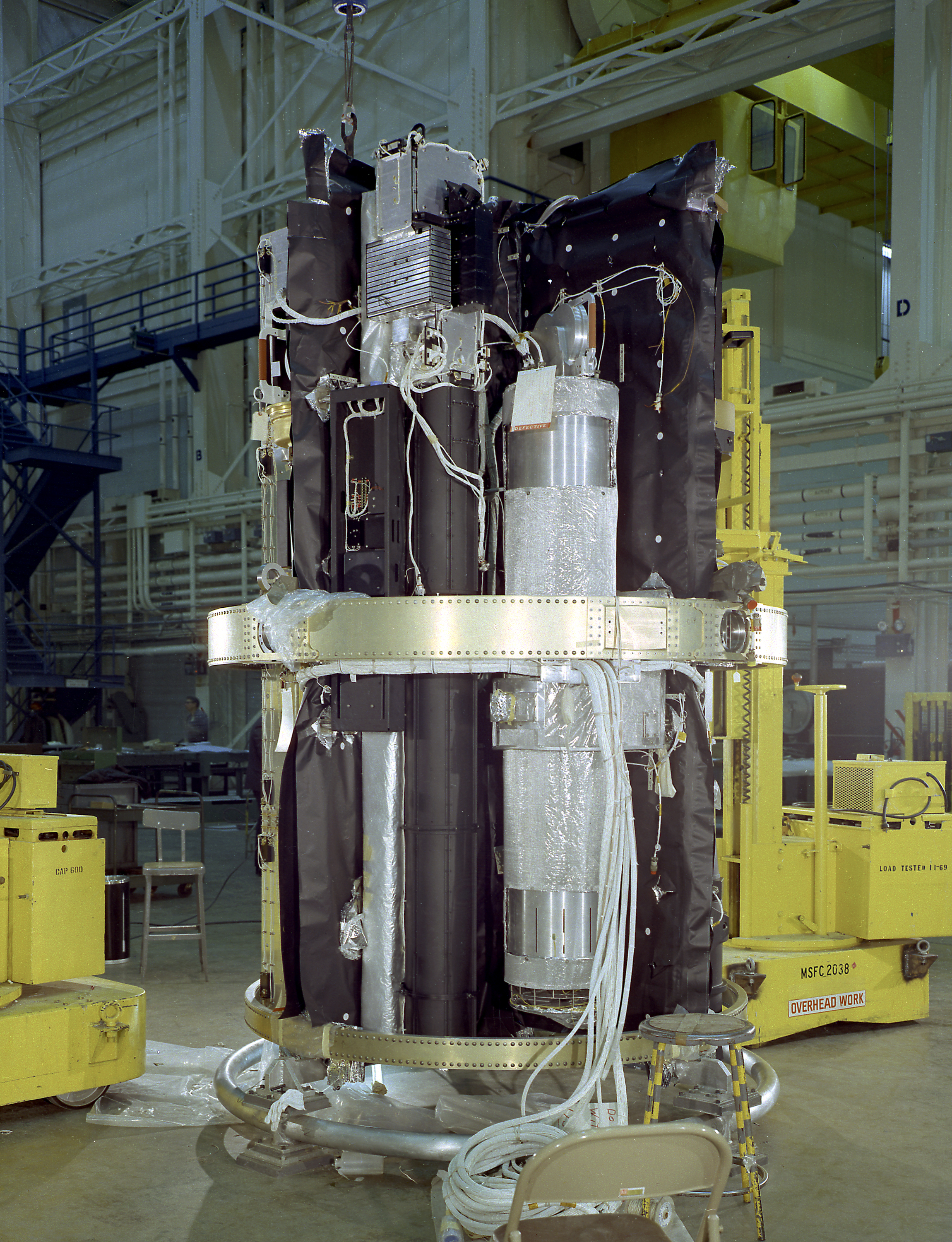
A műszerek elhelyezése az ATM belsejében

A fő részegység a belső henger, az ún. doboz volt, amely a kereten belül helyezkedett el, átmérője 2,1 méter volt, hossza pedig 3 méter. Ebben a dobozban helyezkedett el az összes napmegfigyelő berendezés, érzékelő. A dobozt és a tartókeretet két csuklós felfüggesztésű (gimbal) gyűrűvel kötötték egymáshoz, így a gyűrűknek köszönhetően a doboz a műszerekkel a hossztengely mentén forgatható volt. A műszerdoboz belsejében egy az alsó alaplemeztől a felsőig futó kereszt alakú elválasztófal futott végig, négy negyedkörcikkre osztva a henger belsejét. A nyolc eszköz mindegyike ágyúcsőszerűen lett kialakítva és ezeket az ágyúcsöveket egymáshoz rögzítették, csokorszerűen. Az egész napobszervatórium legfontosabb működési paramétere volt, hogy megfelelő stabilitást nyújtson a műszereknek és berendezéseknek, amelyek a megfigyelt objektuma, vagy éppen annak bizonyos részére néztek, ezért nagyon pontosan kellett „célozni” és „célon tartani”. A célzás pontosságának tűrése 2,5 szögmásodperc volt legyező és 5 szögmásodperc bólintó irányú mozgás esetén. Habár ezt a pontosságot már-már túlontúl precíznek gondolták a tervezők, a valósában még ezt is sikerült felülmúlni. A célzás során érdekes módon a legnagyobb kihívást a legénység űrállomáson belüli mozgása jelentette. A célpontokhoz igazítás első lépése magának a Skylabnek a stabilizálásával indult, amelyet egy kettős giroszkóp rendszerrel végeztek. Ám a pörgettyűs iránybeállítás még nem volt kellően precíz. Ennek megoldására egy napra tájolt irányító rendszer (Solar Pointing Control System – PCS) kellett. Ez a rendszer tized szögmásodperc pontossággal érzékelte a Nap középpontját és ha eltérést érzékelt tőle, jelet küldött a csuklós felfüggesztésű gyűrűket mozgató nyomatékmotoroknak, hogy mozdítsák irányba a szerkezetet. A forgatás finomhangolásához kvarc ékeket használtak. Amikor az űrhajósok akarták új megfigyelési irányba vezérelni a távcsöveket, joystick segítségével forgatták más irányba a szerkezetet, ilyenkor digitális érzékelők fordították a joystick parancsot szögmásodperces pontossággal.
A tervezés során fellépett egy komoly hibaforrás, a megfigyelésekhez a hő okozta elmozdulások ellen is védeni kellett a szerkezetet, amellyel a nagy érzékenységű, ultra felbontású optikai eszközök stabilitását kellett biztosítani. Az már a tervezési fázisban is nyilvánvaló volt, hogy bármiféle passzív hűtés sem elég hatékony. Ez vezetett el egy aktív, folyadékos hűtési rendszer alkalmazásához az ATM műszerdobozánál. A hűtőrendszer egy egykörös keringető rendszerből állt, amelyet végigvezettek a műszerdoboz belső felületein. A rendszerben metanol és víz keveréke keringett és vitte a hőcserélőkbe a felesleges hőt, amelyek a doboz külső oldalán voltak és közvetlenül az űrbe néztek. Ezzel a berendezéssel 10 °C körül lehetett tartani a fal hőmérsékletét.
Az obszervatórium viszonylag önálló harmadik részegysége volt a szélmalomhoz hasonlatos napelemtábla rendszer. A tartókeret felső harmadában négy, egyenként 12,8 méter hosszú és 3,05 méter széles napelemtáblát rögzítettek, a nyolcszög minden második oldalára, szemben egymással. Ezzel a teljes ATM fesztávolsága 29 méterre rúgott, míg kinézetében olyan volt, mint egy szélmalom. A napelemszárnyak fémszerkezetre rögzített szilícium napelemekből álltak, amelyek 1,1 kW villamos energiát szolgáltattak.

## Műszerei

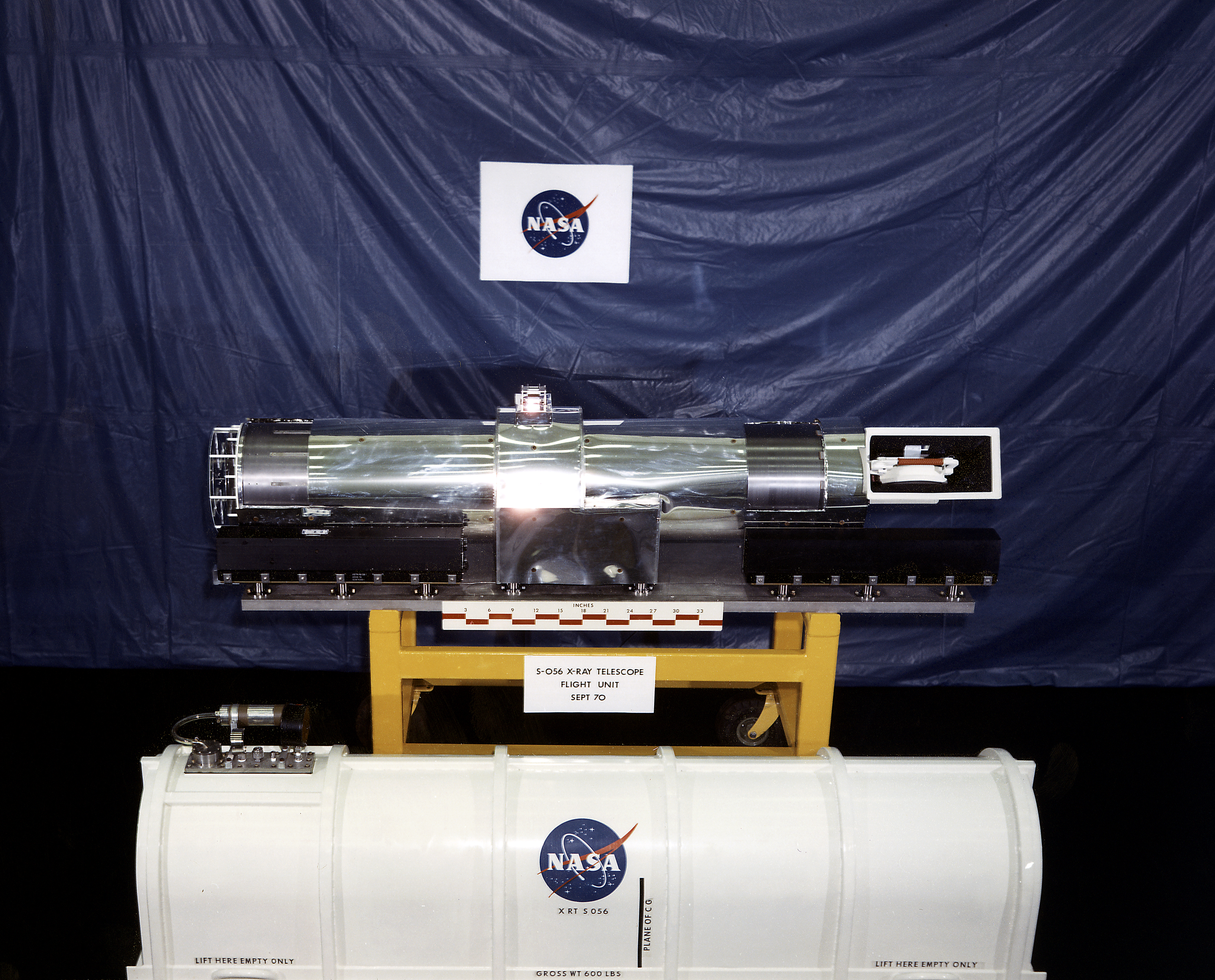
Az Apollo napobszervatórium röntgentávcsöve

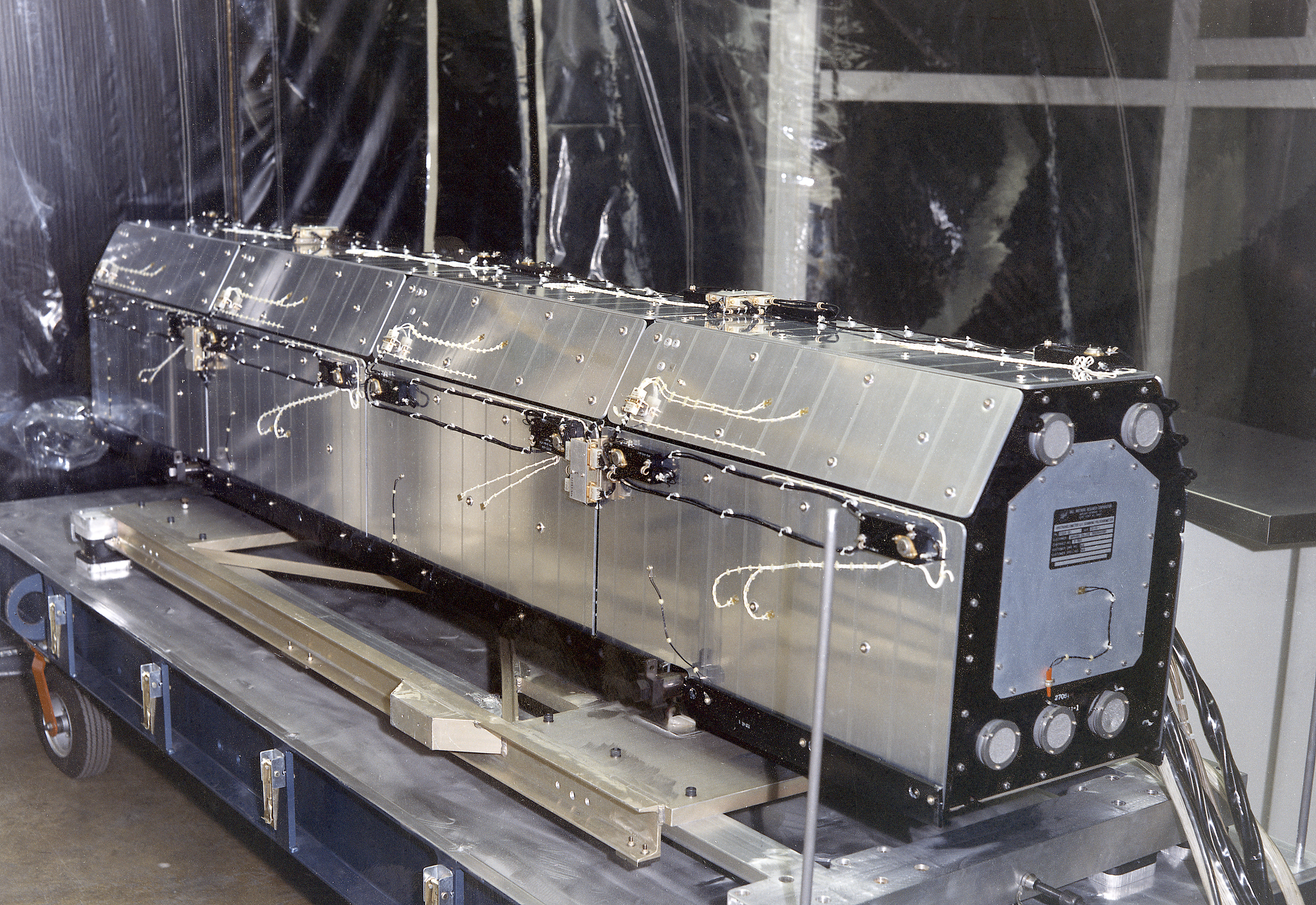
Az ATM ultraibolya spektrohelimétere

Összesen nyolc fő napmegfigyelő műszer kapott helyet az ATM-en. Ezeket kombinálva a megfigyelések 2 és 7000 7000 Å (angström) között tudták érzékelni a Nap jelenségeit (amely a lágy röntgen tartománytól az ultraibolyán át a látható spektrumig fogták át a megfigyelési tartományt. 
- kettő röntgen távcső
- egy extrém ultraibolya spektroheliográf
- ultraibolya spektroheliométer
- ultraibolya spektrográf
- látható fénybeli koronagráf
- kettő hidrogén-alfa távcső

Ugyanezek a műszerek típus, megjelölés (és nem funkció) szerint:
- Röntgen műszerek:
  - S-054
  - S-056
  - S-020 (röntgen és ultraibolya műszerek)
- Ultraibolya műszerek
  - S-082A (Extrém ultraibolya spektroheliográf)
  - S-082B (Ultraibolya spektroheliométer)
  - S-055 (ultraibolya spektrográf)
- Hidrogén-alfa és koronagráf
  - H-alpha no. 1
  - H-alpha no. 2
  - S-052 (a koronagráf)

Egy további műszer, az S149 az egyik napelemtáblára volt szerelve

## Működtetése, irányítása

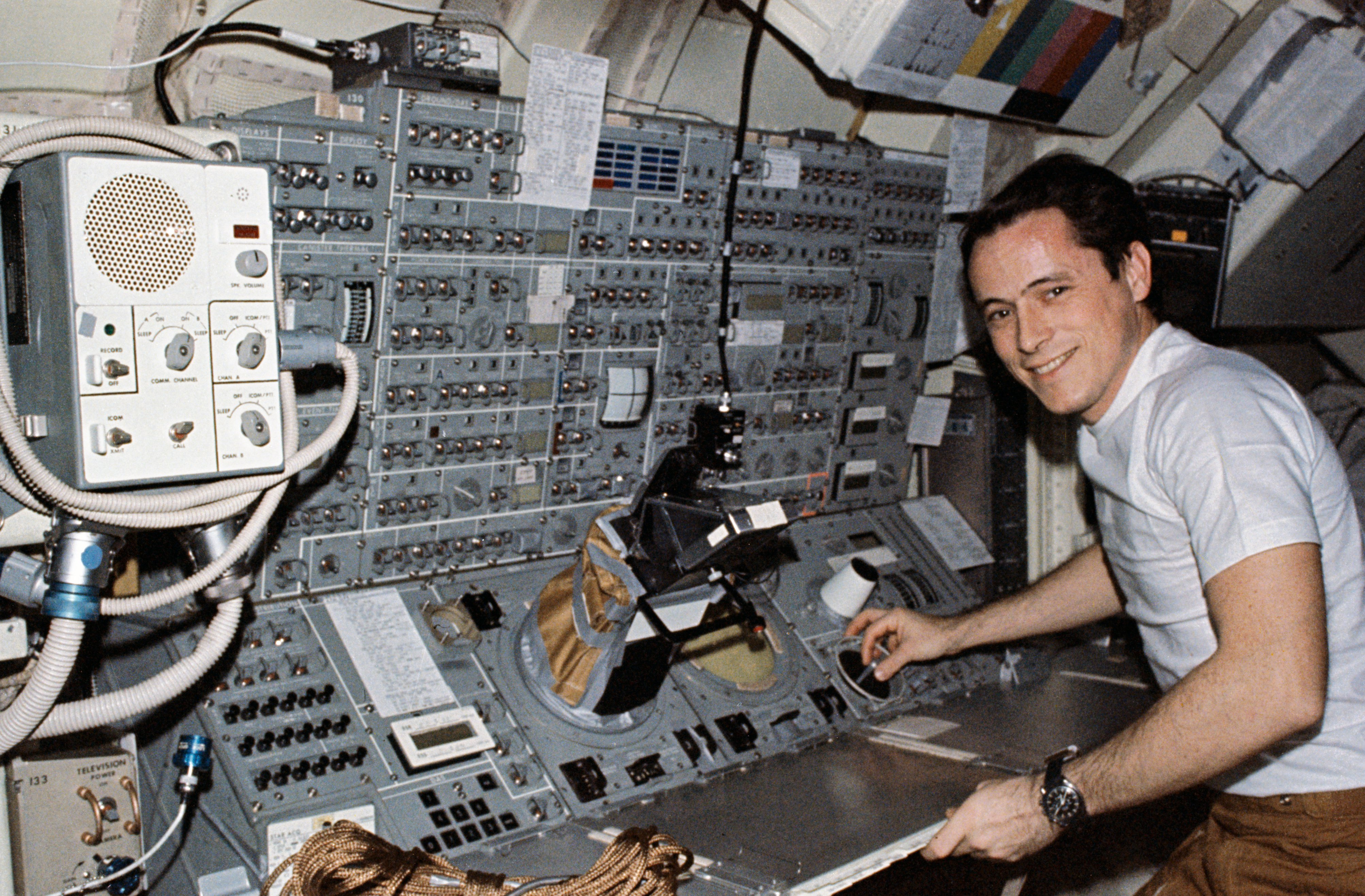
Gibson az ATM irányítópultjánál, kezében a célzást végző irányítótárcsával

Az ATM kialakításánál fogva lényegében csak egy „periféria” volt, ahol kizárólag a műszerek kaptak helyet, de ember nem tudott „beszállni” a belső tereibe, mert azok nem voltak neki. A legénység a Többszörös Dokkoló Egységben ment, amikor működtetni akarta a napobszervatórium műszereit, mivel az egyébként fizikailag a dokkolómodulhoz kapcsolódó ATM a dokkolóban kapott egy műszerfalat és kezelőegységet. A dokkoló egységen belül egy 3 méter átmérőjű terem kapott helyet, amely egyrészt a dokkolásokkor az űrhajósok átszállásához kellett, de a köztes időkben egy nagy plusz laboratóriumként szolgált a nagy munkaterem mellett, ahol nem voltak padlók, nem voltak ülések, de itt voltak a falhoz rögzítve a filmek tartói és tárolórekeszek és itt voltak elhelyezve a földmegfigyelésre használt kamerák és azok kezelőegységei és az a wurlitzer-szerű konzol, amellyel az ATM-et irányíthatták. A munka úgy kezdődött, hogy az irányítás minden áldott nap megtervezte a napi megfigyelési programot, hogy melyik műszerrel mit kell megfigyelni és ezt az űrállomásra telepített printerre küldték digitális üzenetben éjjel, amikor a legénység aludt és reggel felkeltek egy nyomtatott napmegfigyelési feladatsor várta őket.
Az űrhajósok megfigyeléseit két képernyő segítette, ezek az ATM műszerfakán kaptak helyet és az operátor az alkalmazott naptávcső képét látta rajta, mint egy kamera keresőjében. Ennek segítségével nagy precizitással állíthatta be egy szálkereszt segítségével, miközben egy tárcsával az ATM egy egységbe csomagolt műszercsokrát irányozta a konzolon. A videokamerák és a képernyők aztán egy igazi, valós idejű látványt nyújtottak a nap légkörének különböző rétegeiről a kezelőnek. A képernyők mellett kapcsolók is helyet kaptak, amelyekkel váltani lehetett a képet 5 különböző csatornán a napmegfigyelő eszközök képei között, különböző kombinációkban.
Az űrhajósok másik fő feladata a műszerek felügyelete, irányítása mellett a megfigyelési anyagot tartalmazó adatrögzítő kazetták begyűjtése volt. Ezek a kazetták a megfigyelést végző műszerek mellett, az ATM testében kaptak helyet, hogy hónapokig gyűjtsék az adatokat. A haza induló legénységeknek ezeket a kazettákat kellett beszedniük egy-egy űrsétával, hogy aztán visszavigyék magukkal az Apollo CSM-be, amellyel aztán leszálltak a Földön, a kazetták pedig a tudományos rakomány részét képezték, amelyet az azokat kiértékelő tudósok már vártak idelenn a Földön.

## Eredményei

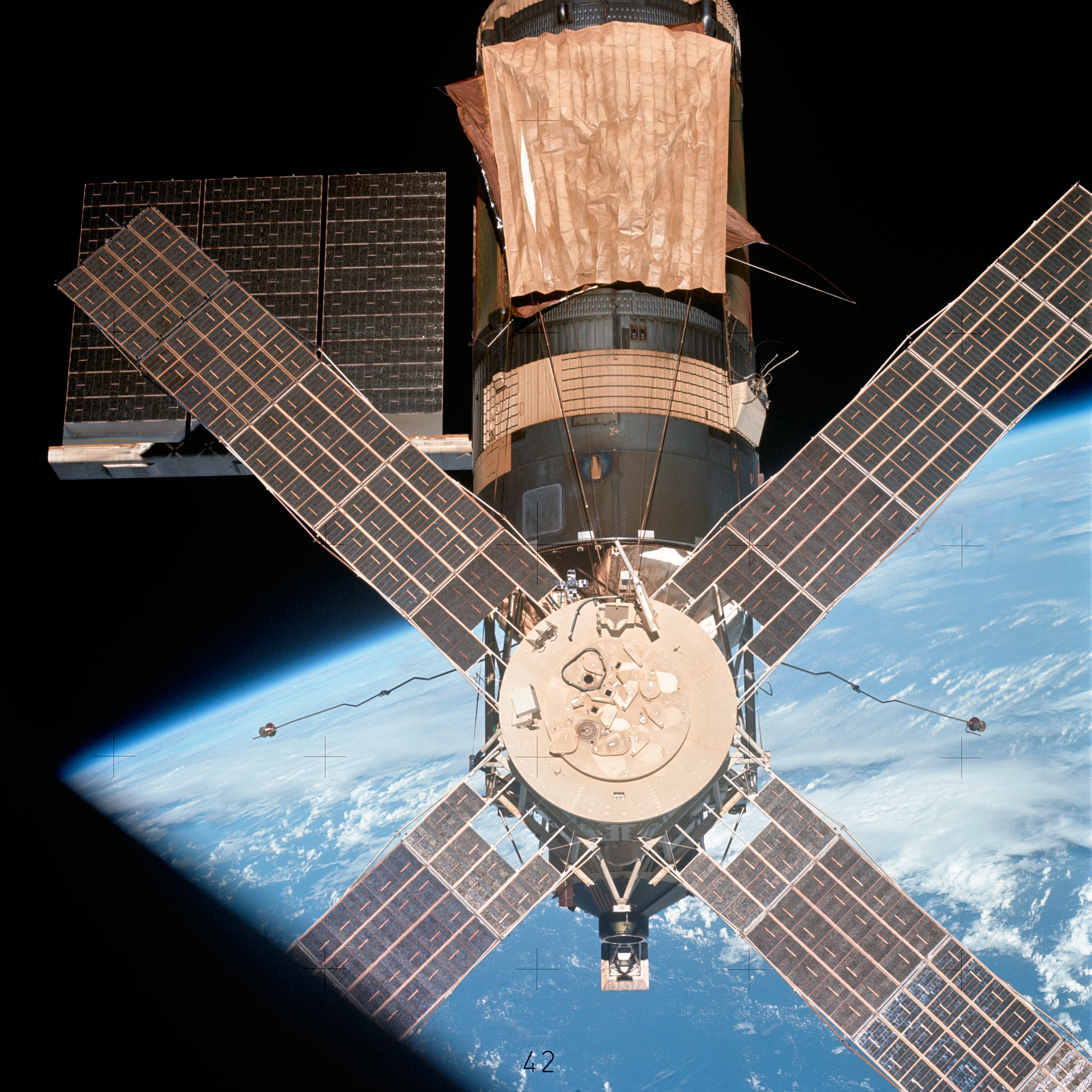
Az ATM utolsó látványa, ahogy az utolsó, harmadik legénység távozásakor készült képen látszik

A Skylab napmegfigyelései voltak az első, átfogó nagy adatmennyiséget hozó program a témakörben és sok, áttörést jelentő eredményt hoztak, miután a három expedíció visszatérése után kielemezték az adatrögzítő eszközökön, filmeken, kazettákon található megfigyelési adatokat. A Skylab új eredményei betekintést engedtek a Nap viselkedésének alapfolyamataiba, illetve a mágneses plazma elméleti megértéséhez, vagy az atomi vonalas színképek megértéséhez adtak alapot. Annak ellenére, hogy a Skylab a 11 éves napciklusnak csak egy erősen korlátozott, másfél éves időszakában végzett megfigyeléseket – az aktuális napciklus 1968-69-ben érte el maximumát és 1976-77-ben a minimumát, így az űrállomás személyzetei egy csökkenőben levő aktivitás idején végezték megfigyeléseiket –, rengeteget finomított az addig inkább csak fő vonalaiban ismert képen miszerint a Nap egy örökké változó gázgömb és felfedte, hogy a napciklus is csak egy nagyjábóli modell, amelynek vannak mély- és csúcspontjai, ám a Nap aktivitása óriási fluktuációkat mutat az egyébként átlagosan csendesnek, vagy aktívnak mondott időszakok alatt is. Így a megfigyelések csoportosítása is két csoportra oszlott: a csendes, vagy inaktív Nap és az aktív nap.

### Csendes Nap
Az már a Skylab előtt is ismert volt a tudósok számára, hogy a Nap felszíne sohasem nyugodt és még az a Nap, amit nyugodtként, inaktívként írunk le, annak a felszíne is folytonos forrásban van, granulák, illetve az azokból hálózattá összeálló szupergranulák fodrozzák, napfoltok pettyezik, amelyek jönnek és távoznak, vagy a kromoszféra peremét rostszálak teszik durvává, amely szálak akár 20 000 km-re is felfelé törhetnek a korona irányába.
A tudósok azért voltak nagyon kíváncsiak a Nap csendes, eseménytelenebb időszakára, mert egy csillag alapvető folyamatait a legjobban, vagy néha akár egyáltalán csak egy relatíve háborítatlan felszín esetén lehet megérteni, kontextusba helyezni. Ezek a csendes időszakbeli megfigyelések vezettek el a a nap légkörének alapvető megértéséhez és modelljének megalkotásához, beleértve annak hőmérsékleti, sűrűségi, kémiai összetételbeli, mágneses tulajdonságait és fizikai mechanizmusait, amelyek létrehozzák és meg is tartják a Nap kromoszféráját és a napkoronát. Emellett az olyan eruptív jelenségek, mint a flerek, kitörések és egyéb aktív jelenségek csak úgy érthetők meg teljesen, ha előtte megismertük és megértettük a Nap háborítatlan oldalát is.
A Skylab megfigyelései a csendes Napról először adtak a csillagászoknak tiszta betekintést a nap légkörének kiterjedésére és komplexitására, felfedték teljesen a már korábban is ismert jelenségek (pl. napfoltok, vagy a kromoszférikus hálózat) függőleges irányú változásait, illetve első alkalommal azonosították a változó mágneses eredetű hurkokat, amelyek a koronát tarkítják. A Sklyab hozta el az első világos képet attól hogyan változik folyamatosan a külső korona és az hogyan alkalmazkodik, vagy függ össze a napfelszínen végbemenő zavarokkal, folyamatokkal és a mágneses mező változásaival. Ugyancsak először kaptak a tudósok részletes képet annak a keskeny átmeneti régiónak a változásairól, amely elválasztja a hűvösebb kromoszférát a forróbb napkoronától. De először tudtak pontos betekintést nyerni a koronalyukakra, azokra a napkoronában megjelenő sötétebb területekre, amelyek a röntgen és az ultraibolya tartományban jelennek meg. Ezek azok a területek a koronán, amelyekből a napszél akadálytalanul tud kifelé áramlani. A koronalyukak folyamatos megfigyeléséből és a Földön párhuzamosan végzett, a napszélre és a mágneses mező alakulására vonatkozó megfigyeléséből nyilvánvalóvá vált, hogy a napszél állandóan megújuló forrásai a napkorona lyukak, ezzel megteremtődött a lehetősége, hogy a Földet elérő nagyobb napaktivitás okozta hatásokra előre lehessen figyelmeztetni a földlakókat.
A Sklyab a Nap csendes időszakának 6 jellemzőjét figyelte meg:
- a Nap általános külső megjelenése látható és ultraibolya tartományban
- a Nap sarki régiói, azok megjelenése röntgen tartományban
- a napkorona lyukak
- nyugalmi jelenségek
- a külső napkorona

### Aktív Nap

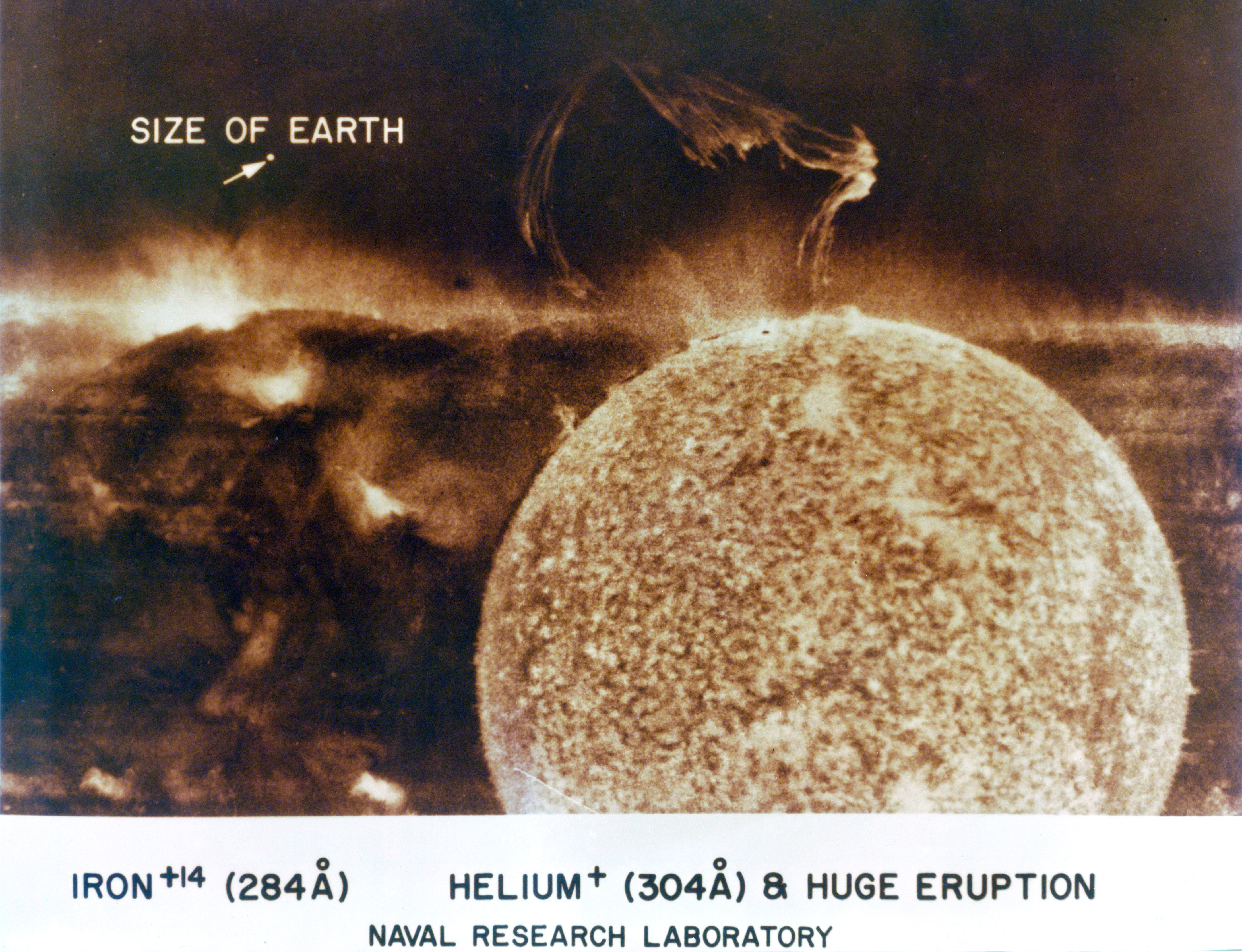
A Nap képe a napobszervatórium felvételén, rajta egy óriási napkitöréssel

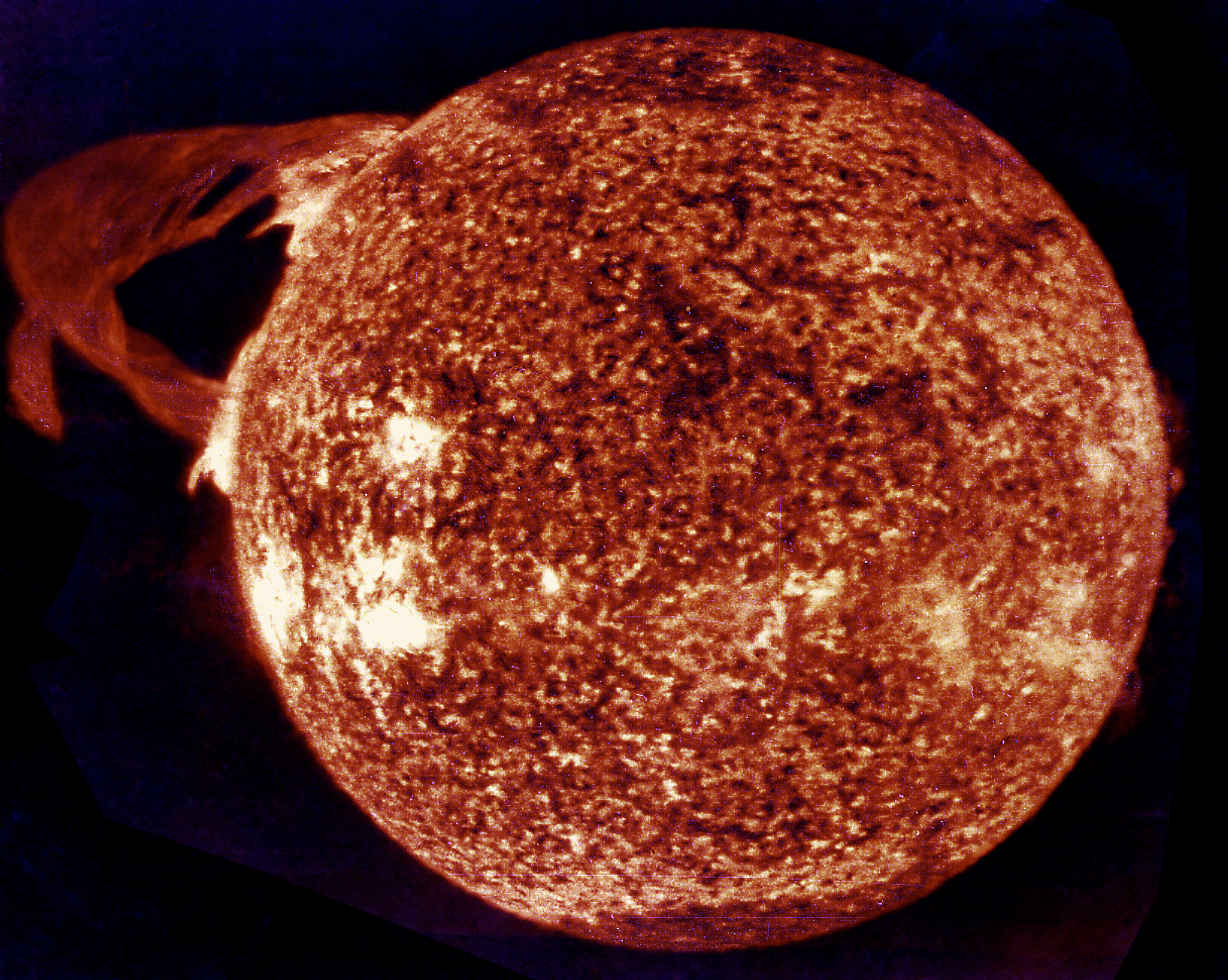
Egy napkitörés ultraibolya spektrumban

A Nap megfigyelésének izgalmasabb része a csillagunk aktív, helyenként félelmetes és robbanásszerű eseményeket produkáló működésének megfigyelése volt. Míg a csendes állapot afféle viszonyítási alapként szolgált, afféle „mihez képest” állapotot szolgáltatott, addig az aktív szakasz szolgáltatta AZ ESEMÉNYEKET. A Skylab megfigyelési programját direkt úgy alakították ki, hogy rögzíthessék ezeket a heves(ebb) eseményeket, főként a röntgen és az ultraibolya tartományban és megkereshessék ezek kiváltó okait is. Emellett első ízben sikerült átfogóan megfigyelni a maguk teljes kiterjedésében a nap atmoszférájának rétegeit és a koronagráffal megfigyelni a a Nap külső koronájának változásait, az arra hatással bíró eseményeket. További megfigyelési területet jelentett a rövid élettartamú események rögzítése. Ez folyamatos éberséget igényelt, erre külön riasztórendszert fejlesztett ki a NASA, hogy amikor egy-egy ilyen esemény előfordul, az űrhajósok azonnal a műszerek mellett teremhessenek, de a sokszor valós idejű adattovábbítás miatt a Földön levő tudósok is valós időben voltak képesek bekapcsolódni az adatok feldolgozásába. Az így szervezett megfigyelések meghozták az eredményüket: a Skylaben történt megfigyelések voltak a legtöbb eredményt hozó és a leginkább minden részletre kiterjedő csillagászati megfigyelések az addigi tudománytörténetben.
Az eredmények között találhatjuk, hogy Skylabnek sikerült felfednie a Nap aktív régióinak teljes mágneses természetét, ahogy az anyag a mágneses mező hurkai mentén vonalakká szövődik, ahogy eme aktív régiók születnek, kapcsolódnak egymáshoz és sok esetben hálózatot alkotnak, majd végül megszűnnek. A Skylab röntgen és ultraibolya adataiból újfajta betekintés nyílt a flerekre is, ezek különösen magas hőmérsékletére és az is a Skylab külön eredménye volt, hogy ezeket már a nagyon korai fázisban meg lehetett figyelni, amikor még egészen aprók voltak és éppen csak születőfélben voltak, ahogy a mágneses mező erővonalai mentén előtörtek a felszínből és a röntgentartományban pedig azonosítani sikerült a Skylab adatiból a flerek előfutárait is, amelyek egyben segítették, hogyan lehet megjósolni ezen eseményeket, amelyek egyébként a Földre is hatással vannak.
A Skylab vadonatúj megfigyelése volt a röntgen és ultraibolya tartományban jelentkező ragyogó pontok jelensége. A ragyogó pontok kis, pontszerű foltjai a röntgen és ultraviola kibocsátásnak, mintha apró világító pontok jelennének meg a Nap légkörének felső részén. Először egy rakétával feljuttatott röntgenműszer érzékelte ezeket korábban, de a Skylab volt az, ahol megerősítették és alaposabban tanulmányozták ezt a jelenséget. A megfigyelések szerint a napfoltoknál jóval kisebb kiterjedésű objektumokat, intenzív mágneses mezők hozzák létre és ellentétes mágneses polaritással bírnak és előfordulásuk számosságánál fogva a naptevékenység egyik alapelemének tekinthetők, mivel a megfigyelések során a napfoltokhoz hasonlóan a Nap felszínén mindenütt megtalálhatók voltak, még a sarki régiókban is és jelentős mennyiségben tűntek fel alacsonyabb szélességeken is. Nagyjából 10 százalékuk robbanásszerű fényesedést mutatott, de mindegyikük növekvő fényességet produkált egy kb. 10 perces időskálán. Sok más, napaktivitáshoz köthető jelenséghez hasonlóan a fényes pontok is rövid életűek, kevesebb, mint fél óráig figyelhetőek meg. További érdekesség, hogy a napaktivitást, mintha kiegyensúlyoznák a fényes pontok, mivel amikor a többi jelenség száma csökken, aközben a fényes pontok száma növekszik. A megfigyelések szerint a mágneses energia döntő többsége a fényes pontokban koncentrálódik a napfelszínen.